# Sa grande aventure
Pour plus de détails, voir Fiche technique et Distribution.
Sa grande aventure (The Great Adventure), aussi connu sous le titre Her Great Adventure ou Spring of the Year, est un film américain réalisé par Alice Guy, sorti en 1918.

## Synopsis
Une jeune actrice rencontre le succès sur la scène new-yorkaise, et échappe à un chantage grâce à un jeune acteur qui l'aime vraiment.

## Fiche technique
- Titre original : The Great Adventure
- Réalisation : Alice Guy
- Scénario : Agnes Christine Johnston, d'après The Painted Scene de Henry Kitchell Webster (en)[4],[5],[6]
- Production : Pathé Exchange
- Photographie : George K. Hollister, John G. Haas
- Durée : 5 bobines[5],[1]
- Date de sortie : 10 mars 1918

## Distribution

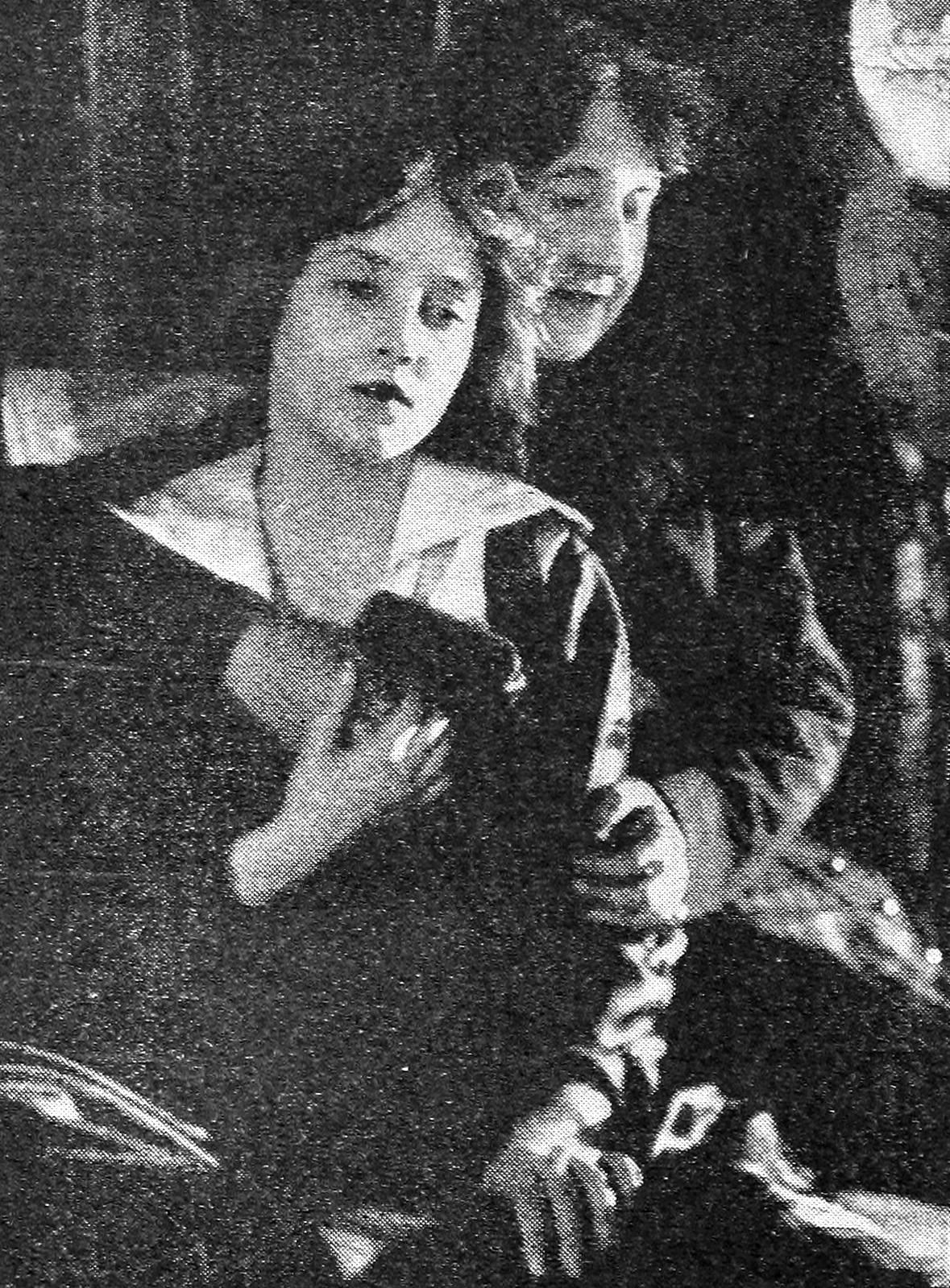
Bessie Love et Flora Finch.

- Bessie Love : Ragna "Rags" Jansen
- Flora Finch : la tante
- Chester Barnett : Billy Blake
- Donald Hall : Sheen
- Florence Short : Hazel Lee
- Walter Craven
- Jack Dunn[4],[7]